# Кошкин, Михаил Ильич
Михаи́л Ильи́ч Ко́шкин (21 ноября [3 декабря] 1898, Брынчаги, Ярославская губерния — 26 сентября 1940, Змиёвский район, Харьковская область) — советский инженер-конструктор, создатель и первый главный конструктор танка Т-34, начальник КБ танкостроения Харьковского паровозостроительного завода имени Коминтерна. Герой Социалистического Труда (1990, посмертно).

## Биография
Родился 21 ноября (3 декабря) 1898 года в селе Брынчаги (ныне — Переславский район, Ярославская область). Семья жила бедно, земли было мало, и отец вынужден был заниматься отхожими промыслами. В 1905 году, работая на лесозаготовках, он надорвался и умер, оставив жену и троих малолетних детей. Из-за бедности мать Михаила идёт батрачить, а он, окончив в 10-летнем возрасте 3 класса церковно-приходской школы, уезжает на заработки в Москву, где устраивается на кондитерскую фабрику и за 8 лет работы проходит путь от ученика пекаря до рабочего по обслуживанию карамельных автоматов.

#### Служба в армии
В начале 1917 года, перед Февральской революцией, Михаила Кошкина призвали в Русскую императорскую армию. Во время Первой мировой войны попал на Западный фронт, где воевал в составе 58-го пехотного полка. В августе того же года, после ранения, был направлен на лечение в Москву, после чего получил отпуск и, в конце того же 1917 года, демобилизовался из армии.
15 апреля 1918 года добровольцем ушёл в сформированный в Москве железнодорожный отряд РККА. Участвовал в боях на фронтах Гражданской войны и в отражении иностранной военной интервенции в России. До 1919 года воевал под Царицыном, затем был переведён в Петроград в 3-й железнодорожный батальон, который перебросили на Северный фронт, где Кошкин воевал против английских интервентов и принимал участие во взятии Архангельска. Там же он, вероятнее всего, впервые знакомится с бронетехникой — бронепоездами РККА и английскими танками «Рикардо» Mark V, которые использовались интервентами на этом участке фронта.
После ликвидации Архангельского фронта 3-й железнодорожный батальон был переброшен на Польский фронт, но Кошкин по дороге заболел тифом и был снят с эшелона, затем, после выздоровления, направлен в Киев, на Южный фронт, в 3-ю железнодорожную бригаду, которая занималась в то время восстановлением железнодорожных путей и мостов в полосе наступления.
Летом 1921 года железнодорожную бригаду расформировали, и Кошкин закончил армейскую службу.

#### Партийная карьера в ВКП(б)
В 1919 году, на Северном фронте, вступил в члены РКП(б), был избран секретарём партячейки 3-й железнодорожной бригады. После окончания службы в 1921 году с отличием окончил военно-политические курсы в Харькове, после которых был командирован на учёбу в Москву в Коммунистический университет имени Я. М. Свердлова. Во время учёбы лично познакомился с С. М. Кировым и Г. К. Орджоникидзе.
После окончания университета был командирован в город Вятку (сегодня Киров), где с 1924 по 1925 год успешно руководил кондитерской фабрикой. В 1925—1926 годах — заведующий агитационно-пропагандистского (по другим данным — промышленного) отдела 2-го райкома ВКП(б). В 1926—1928 годах заведовал Губсовпартшколой. С 1928 года — заместитель заведующего, а с июля 1928 по август 1929 года — заведующий агитационно-пропагандистским отделом Губкома ВКП(б) г. Вятки.
В Вятке Кошкин женился на служащей Губпотребсоюза Вере Катаевой, в браке родилась дочь Лиза.
Кошкина, вероятно, могла ожидать блестящая партийная карьера, но он отправил письмо Сергею Кирову с просьбой оказать содействие в получении технического образования и в 1929 году получил вызов в Ленинград.

#### Начало конструкторской деятельности
В 1929 году, в 30-летнем возрасте, в числе «парттысячников», Кошкин был зачислен в Ленинградский технологический институт, однако тема обучения оказалась неинтересной для него, и он добился перевода на машиностроительный факультет Ленинградского политехнического института.
В 1934 году защитил диплом по специальности «инженер-механик по конструированию автомобилей и тракторов», тема дипломной работы «Коробка передач среднего танка». Преддипломную практику прошёл в ОКБ при Ленинградском заводе опытного машиностроения № 185. Спроектированную КП решено было установить на опытный колёсно-гусеничный танк Т-29. Производственную практику проходил на Нижегородском автомобильном заводе имени В. М. Молотова (ныне ГАЗ) в должности мастера дефектного отдела. Там он зарекомендовал себя способным специалистом, и руководство завода направило ходатайство в Наркомат тяжёлой промышленности с просьбой направить Михаила Кошкина после окончания обучения на своё предприятие, однако он добился продолжения работы в танковом КБ.
С 1934 года в течение двух с половиной лет работал в КБ Ленинградского завода имени С. М. Кирова под начальством опытного танкостроителя С. А. Гинзбурга. С должности рядового конструктора дошёл до заместителя начальника КБ. В это время КБ работало над танками Т-29 и Т-46-1, которые представляли собой модернизацию серийных Т-28 и Т-26 с переводом их на колёсно-гусеничный ход. Работа была проведена успешно, хотя впоследствии оказалось, что танки бесперспективны (чрезмерная сложность и высокая стоимость показали невозможность их серийного производства).
11 апреля 1936 года Кошкин, в числе других конструкторов, «за отличную работу в области машиностроения» был награждён орденом Красной Звезды.

Кошкин (справа) в Крыму.
Кошкин (справа) в Вятке.

### Харьков
В конце декабря 1936 года нарком тяжёлой промышленности СССР Г. К. Орджоникидзе, обеспокоенный напряжённой обстановкой в Танковом отделе 
Харьковского паровозостроительного завода имени Коминтерна (ХПЗ), сложившейся на фоне проблем модернизации серийного быстроходного лёгкого танка БТ-7, лично нашёл М. И. Кошкина и после собеседования принял решение направить его с Ленинградского опытного завода на Харьковский завод. Решение о переводе в Харьков конструктора Кошкина было принято с учётом его деловых качеств и личного стремления создать быстроходный средний танк, пригодный для крупносерийного производства.
28 декабря 1936 года нарком тяжёлой промышленности Г. К. Орджоникидзе подписал Приказ о направлении М. И. Кошкина в Харьков на ХПЗ имени Коминтерна (позднее завод № 183) на должность руководителя танкового КБ-190.
В то время Танковый отдел Харьковского завода № 183 выпускал лёгкие колёсно-гусеничные быстроходные танки серии «БТ», которые, наряду с лёгким танком Т-26 Кировского завода, составляли основу бронетанковых войск РККА. Проблемами серийного производства и модернизации танка БТ в Танковом отделе завода № 183 занималось КБ-190 под руководством А. О. Фирсова.
Конфликт между ГАБТУ РККА и Танковым отделом завода № 183 возник ввиду технических дефектов, проявившихся в процессе эксплуатации танка БТ-7. Было начато расследование по делу о поставке в войска 687 танков с недоработанной коробкой переключения передач (КПП). В свою очередь представители Танкового отдела завода обвиняли военных в неправильной эксплуатации танков БТ (прыжки с трамплина). В ходе расследования А. О. Фирсов был отстранён от руководства КБ-190 и работал рядовым конструктором, а руководство КБ-190 было временно возложено на Н. А. Кучеренко.

#### Начало работы. КБ-190. Кризис танкостроения.
В январе 1937 года Кошкин впервые без сопровождающих появился в КБ (бюро 190). Одет был просто. Во второй половине дня в сопровождении А. О. Фирсова и Н. А. Кучеренко сделал обход, познакомился с ведущими конструкторами и осмотрел помещения. В течение последующих дней Кошкин познакомился с каждым из конструкторов и выполняемой ими работой. Предстояло правильно сориентировать коллектив КБ, организовать его работу, вдохнуть веру в достижимость поставленной первоочередной цели, заразить своей работоспособностью.
Перед КБ-190 стояла задача обеспечить производство и модернизацию БТ-7. При этом 48 конструкторов перегружены работой, в плане на 1937 год силы распределены по 14 направлениям, в числе которых установка на БТ-7 новейшего дизельного двигателя В-2 (БТ-7М, А-8), САУ на базе танка, разработка новых — БТ-9 (заказ АБТУ) и БТ-ИС (проект на основе работ группы Н. Ф. Цыганова, переданный с танкоремонтного завода № 48). Условия и сроки жёсткие, по словам А. О. Фирсова: «Мы между Сциллой и Харибдой. Сдадим сырой танк — жди беды. А не сдадим — головы полетят». В марте 1937 года А. О. Фирсов был арестован НКВД.
Одновременно с этим назрел общий кризис танкостроения, вызванный появлением нового вида оружия — противотанковой пушки. Гражданская война в Испании с участием легкобронированных БТ-7, Т-26 показала их высокую уязвимость для огня артиллерии и даже крупнокалиберных пулемётов. А так как эти танки являлись основными в Красной армии, это означало, по сути, необходимость срочной замены всего танкового парка. Проблема усугублялась тем, что в СССР, на тот момент, моделей танков с противоснарядным бронированием, готовых к массовому производству, не было. В то же время колёсно-гусеничная схема американского инженера Д. У. Кристи, положенная в основу танков БТ, достигла предела модернизации. Противоснарядное бронирование неизбежно увеличивало массу машины, при которой трансмиссия БТ-7 не выдерживала нагрузок, а колёсный ход становился невозможным из-за повышенного давления катков-колёс на грунт. В БТ-9 и БТ-ИС предпринималась попытка решить проблему колёсного хода усложнением трансмиссии, сделав ведущими не одну, как у БТ-7, а три пары задних колёс. Дополнительно пытались осуществить возможность движения на одной гусенице и колёсах с разных сторон (так называемый синхронизированный ход), это ещё более усложняло задачу и делало танк довольно трудоёмким и дорогим в производстве.
7 мая 1937 года Кошкин предложил объединить схожие проекты БТ-9 и БТ-ИС (БТ-7-Б-ИС) с целью экономии сил. Предложение поддержало 8-е Главное управление Народного комиссариата оборонной промышленности (НКОП), которому был подчинён завод № 183. Поскольку тактико-технические требования (ТТТ) на объединённый проект выдвинуты не были, КБ получило определённую свободу действий, однако чиновников АБТУ инициатива Кошкина не устраивала:

«… Предъявленный проект имел грубейшие ошибки, вследствие чего был забракован. Проект даёт новую машину с уширенным корпусом, новой ходовой частью и так далее. По существу это не БТ-9, так как совершенно не соответствует ТТТ АБТУ на БТ-9, и не БТ-7ИС, ибо меняются корпус, радиаторы, колёса и так далее. Причём проектирование изначально подчинено только удобству производства и коммерческим соображениям и проводится без ТТТ…»— Докладная записка инспектора АБТУ Сапрыгина о состоянии дел на заводе № 183 заместителю начальника АБТУ Густаву Бокису (20 августа 1937 г.) 
.
Инспектор АБАТУ Сапрыгин также обвинил Кошкина в попытке срыва работы конструктора А. Я. Дика, направленного на завод от АБТУ летом 1937 года с целью разработки вариантов эскизного проекта танка БТ-ИС.
28 сентября 1937 года на завод пришла директива 8-го Главного управления НКОП об организации особого конструкторского бюро (ОКБ). Перед ОКБ ставилась цель спроектировать и к 1939 году подготовить серийное производство быстроходных колёсно-гусеничных танков с синхронизированным ходом. Начальником ОКБ был назначен военный инженер 3-го ранга, адъюнкт Военной академии механизации и моторизации РККА имени И. В. Сталина (ВАММ) А. Я. Дик, от ВАММ в ОКБ прикомандированы несколько инженеров и 41 слушатель-дипломник, от завода в ОКБ переведён 21 конструктор. Завод обязали выполнять все работы, связанные с ОКБ во внеочередном порядке. В результате этого КБ-190 Кошкина было практически обескровлено: из 48 конструкторов его отдела в ОКБ перевели 19 лучших.
13 октября 1937 года Автобронетанковое управление РККА (АБТУ) выдало заводу № 183 (ХПЗ) тактико-технические требования на новый танк БТ-20 (заводской индекс А-20), но в конце октября прибывшая на завод комиссия констатировала, что ОКБ с работой не справляется, А. Дик был арестован НКВД, обвинён в срыве правительственного задания и осуждён на 20 лет лагерей. Вклад А. Дика, недолго занимавшегося в КБ вопросами подвижности танка, в создание будущего танка Т-34 заключался в важной для ходовой части идее установки на борт ещё одного опорного катка и наклонного расположения пружин подвески. ОКБ было расформировано, вскоре был арестован и начальник АБТУ Г. Г. Бокис, и административное давление со стороны военных временно ослабло.
В октябре 1937 года после получения заводом № 183 задания от ГАБТУ РККА на разработку нового манёвренного колёсно-гусеничного танка Кошкин возглавил новое конструкторское подразделение КБ-24, которое менее чем за год спроектировало колёсно-гусеничный танк под индексом БТ-20.
В начале ноября 1937 года для продолжения работы над БТ-20 Кошкин сформировал новое КБ-24, а руководство КБ-190 вновь перешло к Н. Кучеренко.
В ноябре 1937 года, менее чем за год работы Кошкина в должности главного конструктора, под его руководством была успешно завершена модернизация танка БТ-7 с установкой в нём дизеля В-2 (танк БТ-7М).
В феврале 1938 года Кошкин работал в комиссии по дополнительным заводским испытаниям колёсно-гусеничного танка изобретателя Н. Ф. Цыганова — БТ-СВ-2 («Черепаха»).

#### КБ-24, проект А-32.

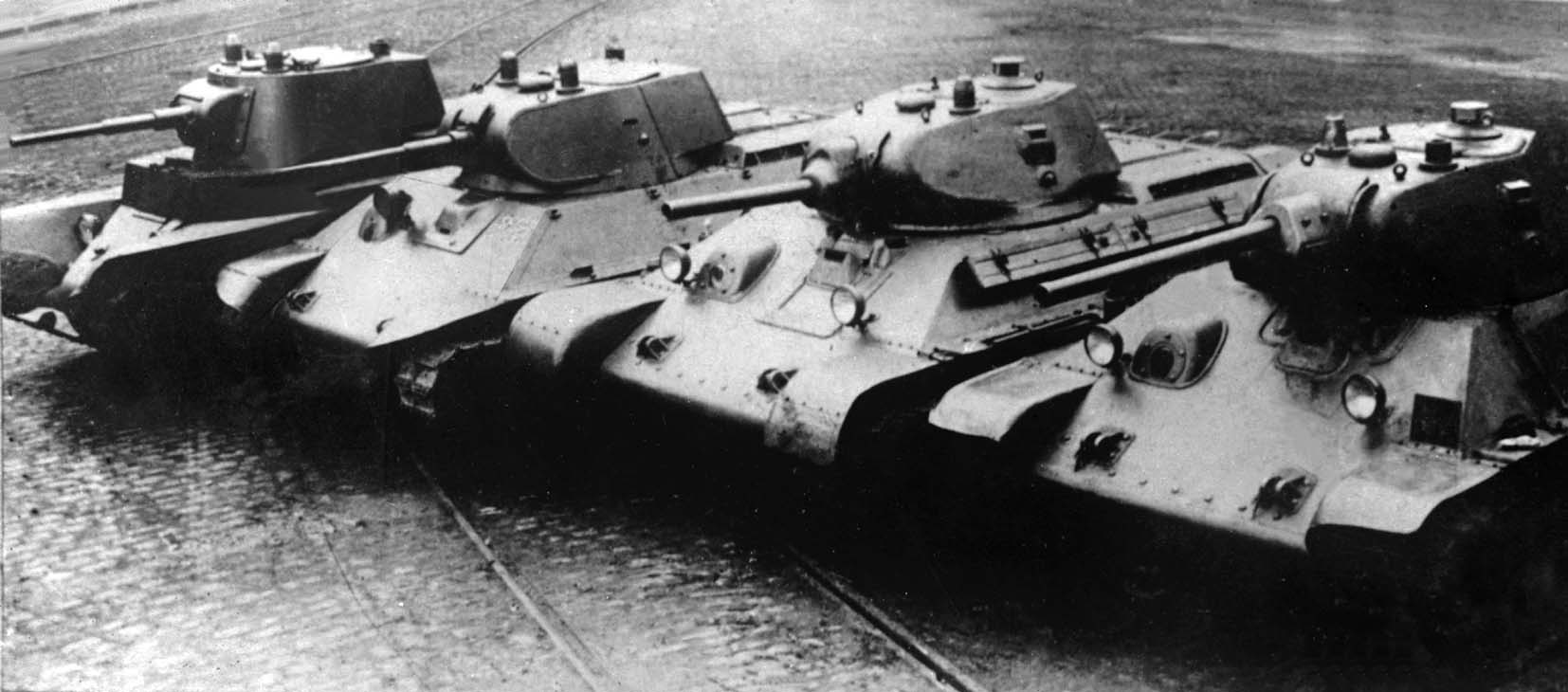
Довоенные танки производства завода № 183. Слева направо: А-8 (БТ-7М), А-20, Т-34 образца 1940 года с пушкой Л-11, Т-34 образца 1941 года с пушкой Ф-34.

В марте 1938 года утвердился эскизный проект БТ-20 (А-20). Однако несмотря на новизну, по боевым качествам он мало отличался от БТ-7, вооружение (45 мм пушка 20-К) осталось прежним, увеличение толщины брони до 20 мм не обеспечивало надёжную защиту от противотанковой артиллерии. Кошкин и его помощники загорелись идеей «гусеничного» варианта, который мог упростить конструкцию и позволял значительно усилить броню и вооружение за счёт экономии и увеличения веса.
28 апреля 1938 года Кошкин в Москве на совещании Народного комиссариата обороны (НКО) добился разрешения изготовить и испытать наряду с колёсно-гусеничным А-20 (как и предполагалось изначальным заданием), чисто гусеничный танк, получивший индекс А-32. Кошкина поддержал И. В. Сталин, предложив не ограничивать инициативу завода.
6 сентября 1938 года Кошкин участвовал в представлении комиссии ГАБТУ разработанного проекта и макета танка БТ-20. По решению макетной комиссии под его руководством в КБ-24 приступили к разработке и изготовлению трёх опытных танков (одного колёсно-гусеничного танка А-20 и двух гусеничных — А-32).
9—10 декабря 1938 года Кошкин демонстрировал Главному Военному совету чертежи и макеты опытных танков А-20 и А-32.
16 декабря 1938 года Кошкин был назначен главным конструктором трёх объединённых КБ завода № 183 в единое конструкторское бюро КБ-520.
Срочная разработка чертежей танков А-20 и А-32 потребовала сотен людей, поэтому в начале 1939 года все танковые КБ завода (КБ-24, КБ-190 и КБ-35) были объединены в КБ-520, одновременно произошло объединение опытных цехов в единый цех, тесно связанный с КБ. Кошкин был назначен главным конструктором, его заместителями А. А. Морозов, Н. А. Кучеренко, А. В. Колесников и В. М. Дорошенко.

#### Совместные испытания А-20 и А-32
5 июня 1939 года Кошкин присутствовал при первом пробном пробеге опытного колёсно-гусеничного танка А-20, а 16 июля он принимал участие в первом пробном пробеге опытного гусеничного танка А-32.
В середине того же года в Харькове Кошкин представил опытные образцы А-20 и А-32. При испытаниях Государственная комиссия отметила, что оба танка «по прочности и надёжности выше всех опытных образцов, выпускаемых ранее». Колёсно-гусеничный А-20 показывал большую скорость и тактическую подвижность, А-32 лучшую проходимость и бронезащиту, имея резервы по её усилению (обе машины изготавливались в одинаковом весе и изначально позиционировались как лёгкие танки), но ни одному из них долгое время не было отдано предпочтения; споры между противниками и сторонниками колёсно-гусеничного движителя продолжались. В КБ работа велась над обеими машинами параллельно.
23 сентября Кошкин участвовал в показе на Полигоне в Кубинке опытных машин А-20 и А-32 членам правительства.
В том же месяце в Кубинке А-20 и А-32 (Т-32), вместе с перспективными танками других заводов, повторно были показаны госкомиссии. Показ прошёл с большим успехом, Т-32 произвёл впечатление на присутствующих необычно красивой формой и отличными ходовыми качествами. При этом Кошкин уже представил обновлённый А-32 с 76,2 мм пушкой Л-10, получивший индекс Т-32. На последовавшем совещании он вновь активно выступает за Т-32, позиционируя его уже как средний танк, который должен прийти на замену устаревшему Т-28, особо отмечая его простоту и большие резервы по дальнейшему улучшению, предлагая составить график запуска машины в серийное производство. Военные чиновники опять ни одному из танков не отдали предпочтение, рассматривая вопрос об одновременном производстве А-20 и Т-32.

#### Проект А-32 с усиленным бронированием
С сентября 1939 года по февраль 1940 года на основании решения командования АБТУ под руководством М. И. Кошкина велось проектирование и изготовление двух опытных гусеничных танков А-32 с усиленным бронированием.
Начавшаяся Советско-финская война (1939—1940) вновь показала плохую оснащённость РККА танками с мощным вооружением и бронезащитой. Совершенствование Т-32 активизировалось, были проведены испытания с дополнительной нагрузкой, имитирующей увеличение толщины брони до 45 мм, которые прошли успешно, и будущий танк формально приняли на вооружение до изготовления опытного образца под индексом Т-34. Кошкин и конструкторы его КБ работают напряжённо, целыми днями пропадая на работе. Объём работ был значительным, в результате всех модернизаций масса машины возросла на 6 тонн, усилен гусеничный движитель, увеличились габариты, перерасчёт конструкции и чертежи делались заново.
Постановлением Комитета Обороны при СНК СССР № 443 от 19 декабря 1939 года А-32 с толщиной брони 45 мм, названный танком Т-34, был принят на вооружение Красной армии.

#### Опытные Т-34 № 1 и Т-34 № 2
10 февраля 1940 года были изготовлены два первых Т-34 и начаты их испытания. На 17 марта в Москве был назначен показ танков членам правительства. С этой целью был организован танкопробег Харьков — Москва. Учитывая важность мероприятия, Кошкин сам отправился на новых машинах как ответственный представитель завода.
В марте 1940 года Кошкин принял личное участие в проведении войсковых испытаний двух опытных танков Т-34 (А-34) с совершением пробега Харьков — Москва и обратно.
750 км от Харькова до Москвы и обратно ещё недоработанные танки прошли своим ходом в трудных условиях бездорожья и снежных заносов.
17 марта 1940 года Кошкин участвовал в показе своих машин Т-34 членам правительства в Кремле. Показ на Ивановской площади Кремля в присутствии всего высшего руководства СССР (И. В. Сталин, М. И. Калинин, В. М. Молотов и К. Е. Ворошилов) и всесторонние стендовые и ходовые испытания на танковом полигоне окончательно решили судьбу танка. Т-34 был рекомендован для немедленной постановки на производство.
31 марта 1940 года Кошкин представил опытные танки Наркому среднего машиностроения В. А. Малышеву и Наркому обороны, которые рекомендовали немедленно поставить танк Т-34 на производство на заводах № 183 и СТЗ.

#### Последние месяцы жизни

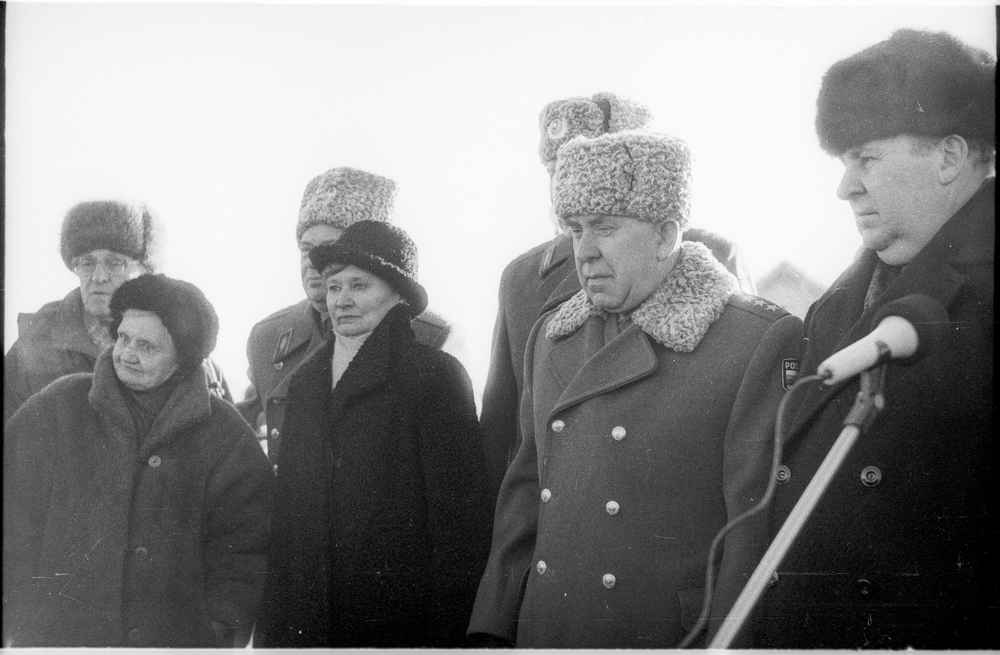
Татьяна Михайловна и Тамара Михайловна Кошкины на торжественном открытии памятника в селе Брынчаги.

Пробег Харьков — Москва — Харьков подорвал здоровье Кошкина. Простуда и переутомление привели к заболеванию пневмонией. Однако напряжение последних лет не ослабло, организация серийного производства Т-34, значительно отличающегося по конструкции от БТ-7, шла тяжело. Требовалась масса текущих доработок, кроме того, в это время в КБ-520 работали над следующей моделью — Т-34М и намечался перспективный танк с поперечным расположением двигателя Т-44.
Вскоре заболевание обострилось и Кошкину пришлось удалить одно лёгкое. Он был направлен на реабилитационный курс лечения в заводской санаторий «Занки» под Харьковом, где и скончался 26 сентября 1940 года, за 9 месяцев до начала Великой Отечественной войны. После его смерти главным конструктором и руководителем КБ-520 стал его заместитель Александр Морозов.
Михаил Кошкин был похоронен в Харькове на Первом городском кладбище (ныне Молодёжный парк). Могила не сохранилась. По одним данным, она была целенаправленно уничтожена немецкими бомбардировками, по другим, гроб с телом Кошкина был кремирован, после чего урна с прахом хранилась в помещении при городском морге Харькова, который был подвергнут бомбовому удару. События происходили в конце 1941 года, на конечной стадии эвакуации ХПЗ (в Нижний Тагил) и перед захватом Харькова немецкими войсками.

## Семья
- жена — Вера Николаевна.
- дочери:

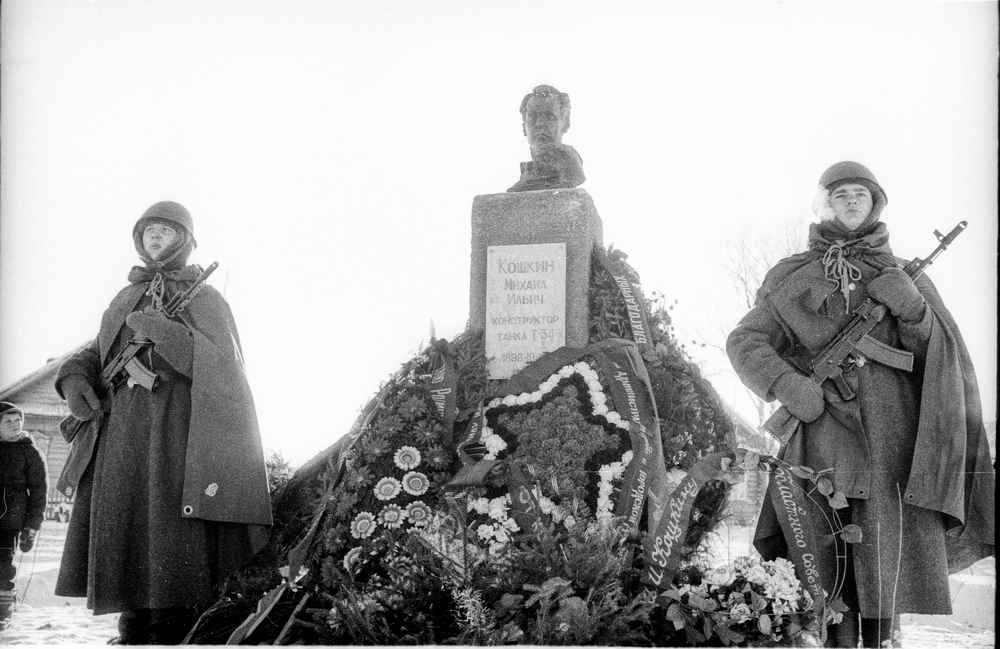
Открытие бронзового бюста в селе Брынчаги.
21 ноября 1998 г.

  - Елизавета (1928—2022) — учитель географии;
  - Тамара — геолог;
  - Татьяна — преподаватель Харьковского университета.

## Награды и премии

Памятник в Харькове

- орден Красной Звезды — за разработку опытной модели среднего танка Т-111[21]
- Сталинская премия I степени (10 апреля 1942, посмертно) — за разработку конструкции нового типа среднего танка
- Герой Социалистического Труда (4 октября 1990, посмертно) —за выдающиеся заслуги в укреплении оборонной мощи Советского государства и большой личный вклад в создание танка Т-34[22]
- орден Ленина (4 октября 1990, посмертно) — за выдающиеся заслуги в укреплении оборонной мощи Советского государства и большой личный вклад в создание танка Т-34

## Память
Памятники

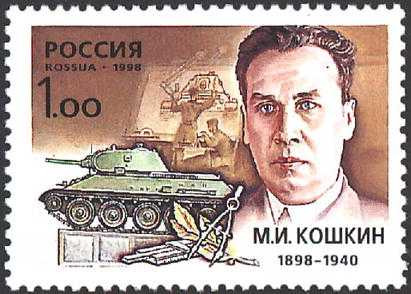
Почтовая марка к 100-летию со дня рождения Кошкина

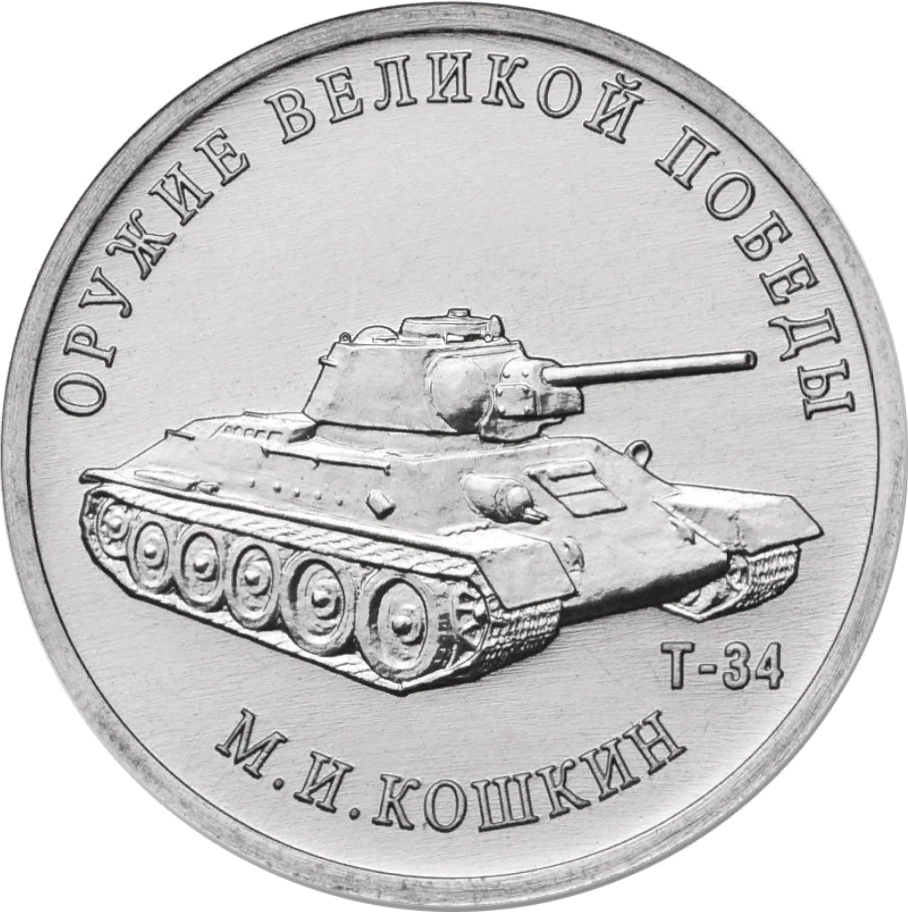
25 рублей 2019 г.

Изображение Кошкина и его танка в Политехническом институте. Санкт-Петербург

- В Харькове, недалеко от проходной Завода имени Малышева, в мае 1985 года Михаилу Ильичу Кошкину был торжественно открыт памятник. Также в Харькове в честь Михаила Ильича названа улица.
- Памятник танку «Т-34», а фактически М. И. Кошкину, установлен на трассе М-8 рядом с указателем поворота на родное село Кошкина Брынчаги в Ярославской области. В Переславле-Залесском в Ярославской области названа улица в его честь.
- Памятник М. И. Кошкину установлен в центре его родного села Брынчаги Ярославской области (дом, в котором он родился и жил, сгорел во время большого пожара в 1938 году)[4].
- В Кирове (Вятке) на доме, где жил М. И. Кошкин (ул. Спасская, 31), установлена мемориальная доска.
- В Кирове на Октябрьском проспекте установлен памятник танку "Т-34"
- Мемориальная доска установлена в Главном здании СПбПУ, где учился Михаил Ильич.
- Мемориальная доска установлена на здании, где жил Михаил Ильич (г. Харьков, ул. Пушкинская, 54/2).
- Памятник Михаилу Ильичу Кошкину установлен в Омске, на территории 14 военного городка.

Книги
- Резник Я. Л. [militera.lib.ru/bio/reznik_jl/ Сотворение брони]. — М.: Воениздат, 1987.
- Вишняков В. А. [militera.lib.ru/bio/vishnyakov_va_koshkin/index.html Танк, обогнавший время]. — Ради жизни на земле. — М.: ДОСААФ, 1986. — 525 с. — 100 000 экз.
- Вишняков В. А. Конструкторы. — 1989.
- Михаил Кошкин: уникальные документы, фотографии, факты, воспоминания (к 110-летию со дня рождения). — 2009.

Фильмы
- «Главный конструктор», реж. В. Семаков, в роли Кошкина Борис Невзоров.
- «Танки», реж. К. Дружинин, в роли Кошкина Андрей Мерзликин.

В филателии
- В 1998 году к 100-летию со дня рождения М. И. Кошкина была выпущена российская почтовая марка с его портретом. На рисунке справа — установленный на постамент танк Т-34. На марке напечатан текст: «М. И. Кошкин. 1898—1940». Номинал марки — 1 рубль. Рисунок был выполнен Л. Зайцевым.

В нумизматике
2 декабря 2019 года Банк России выпустил в обращение памятную монету номиналом 25 рублей, посвящённую М. И. Кошкину и танку Т-34 (в серии «Оружие Великой Победы (конструкторы оружия)»).